# Folmer Hansen
Folmer Hansen, född 11 juni 1872 i Köpenhamn, död 4 maj 1958 i Hellerup, var en dansk flygpionjär, läkare, kosmopolit och idrottsman (tennis, golf med mera).
Folmer Hansen var son till etatsrådet Gustav Hansen (1843–1912), och studerade grundläggande medicin i London. Efter studierna arbetade han som läkare i London, La Pas och Abessinien. Han hade sedan barnsben ett stort intresse för idrott. Han var med om att introducera tennis till Danmark. Vid det första Danska mästerskapet 1889 vann Hansen titeln. Han vann mästerskapen fyra år i rad och förlorade först 1894, men han återtog titeln 1896 och 1901. I samband med den internationella tennisturneringen i Stockholm 1899 besegrade han kronprins Gustaf i öppningsmatchen. Under vintern 1898 var han med om att bilda Köpenhamns första golfklubb. Vid det första klubbmästerskapet vann Hansen. 
Med stöd av ryttmästare Gustav-Adolph Clauson Kaas åkte han 1909 till Paris för att utbilda sig till pilot vid Henri Farmans flygarskola. Tanken var att han efter utbildningen skulle köpa ett flygplan för uppvisningsflygning. Tyvärr drabbades skolflygplanet av motorfel och Hansens flygutbildning försenades. För att ändå genomföra de utlovade flygningarna engagerade gruppen bakom Hansen den franske piloten Georges Legagneux, som blev den första person som framförde ett motorflygplan i Danmark. Detta skedde 15 juni 1909. Under den månad Legagneux var i Danmark agerade han även lärare och avslutade Hansens flygutbildning.